# ブダペスト - プスタサボルチ線
ブダペスト - プスタサボルチ線（ハンガリー語;Budapest–Pusztaszabolcs-vasútvonal）とは、ハンガリー国鉄が所有する鉄道線である。路線番号は40。ブダペストとトルナ・バラニャ・ショモジの各県、およびクロアチアを結ぶ路線である。

## 運行形態
特急列車については、40号線全体の項目を参照。

### 特別快速(Z)
- Z42系統：　ブダペスト南駅 - プスタサボルチ - ドゥナウーイヴァーロシュ　【平日運行】
平日限定で、朝にブダペスト行が4本とドゥナウーイヴァーロシュ行が1本、午後にドゥナウーイヴァーロシュ行が7本のみ運行する。プスタサボルチ以南は42号線に直通する。
2022年度に運行を開始した。当初は快速(G42)として運行していたが、2022年6月に特別快速(Z42)に格上げされた。2024年度より、朝の北行が2本から4本、午後の南行が5本から6本に増発され、朝にも南行が1本設定された。2024年4月より、午後の南行は7本の運行となった。

- 過去の運行系統
  - Z40系統：　ブダペスト南駅 → ドンボーヴァール　【平日・日曜運行】
2022年度より、平日・日曜限定で、夜に片道1本のみ運行していた。当初は快速(G40)として運行していたが、2022年6月に特別快速(Z40)に格上げされた。
2024年4月より、Z42系統の増発に伴い休止。

### 快速
- G40系統：　ドンボーヴァール → エールド上駅 → ブダペスト南駅　【平日運行】
平日限定で、朝に片道3本のみ運行する。うち1本がプスタサボルチ始発。エールド以南は30号線に直通する。
過去の運行系統
2021年以前は、中距離普通(Sz)の種別で一日1本運行していた。ドンボーヴァール発で、休日も運行していた。エールドを通過し、エールド上駅に停車し、エールド上駅 - ケレンフェルド間はノンストップであった。また、エルチにも停車していた。
2022年度より、快速(G40)に格上げとなった。シャールボガールド始発が1本増発された。エールド停車、エールド上駅通過となり、平日のみの運行となった。
2023年8月28日より、プスタサボルチ発の列車が増発され、一日3本の運行となった。エールド駅以南は30号線経由となった。
2024年度よりエルチ通過となった。

- ケーバーニャ・キシュペシュト - ケレンフェルド - エールド上駅 - セーケシュフェヘールヴァール (G43系統)
一時間に1本の運行。ケレンフェルド以北は1号線に、エールド以南は30号線に直通する。
2020年冬以前はエールドリゲトを通過していた。

- G44系統：　ブダペスト南駅 - ケレンフェルド - エールド上駅 - タールノク、セーケシュフェヘールヴァール
西行は、一日あたり平日3本、休日5本、深夜を中心に運行する。東行は深夜にセーケシュフェヘールヴァール始発とタールノク始発が一日1本ずつ、平日朝にタールノク発ケレンフェルド行が運行する。エールド以南は30号線に直通する。
過去の運行形態
2020年冬以前は、タールノク → ブダペスト南駅間に一日片道1本のみ運行していた。エールドリゲトを通過していた。
2020年春よりエールドリゲト停車となった。
2022年4月に、中距離普通(Sz)として、休日の西行のみ一日2本の運行を開始した。
2023年8月28日に、未明にブダペスト南駅行1本が、S30の系統番号で運行を開始した。
2024年4月より平日・休日とも西行一日3本と、平日朝にケレンフェルド行1本が増発された。2024年6月より、40号線経由の普通列車が快速(G)に種別変更となり、G44の系統番号が与えられた。

### 普通
- ブダペスト南駅 - プスタサボルチ( - ドンボーヴァール) (S40系統)
2時間に1本の運行。ほとんどがプスタサボルチ以北の運行で、ドンボーヴァールへの直通はごく一部に限られる。平日は、ブダペスト南駅 - サーズハロムバッタ間の区間運転が追加で1時間に1本運行される。
過去の運行形態
2019年以前は、北行に限り、大部分がドンボーヴァール始発であった。また、サーズハロムバッタ以北の区間運転列車が設定されていなかった。
2019年末に、平日に限りサーズハロムバッタ以北の区間運転列車が増発された。当初は各駅停車であったが、2020年4月にハーロシュとナジテーテーニを通過する様になった。
2023年度より、北行も南行同様にほとんどがプスタサボルチ発着となった。サーズハロムバッタ以北の区間運転列車が、再び各駅停車となった。

- ブダペスト南駅 - プスタサボルチ - ドゥナウーイヴァーロシュ・ドンボーヴァール (S42系統)
2時間に1本の運行で、42号線への直通系統。大部分がプスタサボルチで分割し、ドゥナウーイヴァーロシュ行の車両とドンボーヴァール行の車両に分かれる。
2022年度以前は、北行の大部分がドゥナウーイヴァーロシュ始発で、ドンボーヴァール始発の列車を連結していなかった。

- バゴイヴォナト号：　ブダペスト南駅 - エールド上駅 - セーケシュフェヘールヴァール　【夏季運行】
夏季限定で、平日一日1往復、土・日曜一日1.5往復（西行2本、東行1本）が運行する。エールド以南は30号線に直通する。快速同様、ハーロシュとナジテーテーニを通過する。
2022年4月に西行のみ運行を開始した。2022年度は夏季の金曜日も一日2本運行していたが、2023年度より一日1本となった。2024年度より東行も運行を開始した。

## 駅一覧
以下では、ハンガリー国鉄30号線の駅と営業キロ、停車列車、接続路線などを一覧表で示す。
- 種別
  - IC：特急「インターシティ」
  - Ex：特急
  - G：快速
  - S：普通
- 停車駅
  - ■印：全列車停車
  - ●印：一部通過
  - ○印：一部停車
  - ｜印：全列車通過

| 路線名 | 駅名                             | 駅間営業キロ | 累計営業キロ | IC | Ex | Z  | G  | S  | 接続路線                                                                                         | 所在地         | 所在地                     |
| ------ | -------------------------------- | ------------ | ------------ | -- | -- | -- | -- | -- | ------------------------------------------------------------------------------------------------ | -------------- | -------------------------- |
| 30     | ブダペスト南駅                   | -            | 0            |    |    | ■  | ■  | ■  | ブダペスト地下鉄 2号線（エルシュヴェゼール広場方面）                                             | ブダペスト市   | ブダペスト市               |
| 30     | ケレンフェルド駅                 | 4            | 4            | ■  | ■  | ■  | ■  | ■  | 1号線（ミュンヘン方面、フェレンツヴァーロシュ方面） ブダペスト地下鉄 4号線（ブダペスト東駅方面） | ブダペスト市   | ブダペスト市               |
| 30     | アルベルトファルヴァ駅           |              | 7            | ｜ | ｜ | ｜ | ｜ | ｜ |                                                                                                  | ブダペスト市   | ブダペスト市               |
| 40     | ブダフォク駅                     | 5            | 9            | ｜ | ｜ | ｜ | ■  | ■  | 30号線（カシュテーイパルク方面）                                                                 | ブダペスト市   | ブダペスト市               |
| 40     | ハーロシュ駅                     | 2            | 11           | ｜ | ｜ | ｜ | ｜ | ■  |                                                                                                  | ブダペスト市   | ブダペスト市               |
| 40     | ブダテーテーニ駅                 | 1            | 12           | ｜ | ｜ | ｜ | ■  | ■  |                                                                                                  | ブダペスト市   | ブダペスト市               |
| 40     | バロッシュテレプ駅               | 2            | 14           | ｜ | ｜ | ｜ | ■  | ■  |                                                                                                  | ブダペスト市   | ブダペスト市               |
| 40     | ナジテーテーニ・ディオーシュド駅 | 2            | 16           | ｜ | ｜ | ｜ | ｜ | ●  |                                                                                                  | ブダペスト市   | ブダペスト市               |
| 40     | エールドリゲト駅                 | 3            | 19           | ｜ | ｜ | ｜ | ■  | ■  |                                                                                                  | ペシュト県     | エールド郡                 |
| 40     | エールド上駅                     | 1            | 20           | ｜ | ｜ | ■  | ■  | ■  | エールド下駅から 30号線（ソンバトヘイ/ナジカニジャ方面）                                         | ペシュト県     | エールド郡                 |
| 40     | エールド駅                       | 3            | 23           | ｜ | ｜ | ｜ | ■  | ■  |                                                                                                  | ペシュト県     | エールド郡                 |
| 40     | サーズハロムバッタ駅             | 5            | 28           | ｜ | ｜ | ■  | ■  | ■  |                                                                                                  | ペシュト県     | エールド郡                 |
| 40     | ドゥナイ・フィノミートー駅       | 4            | 32           | ｜ | ｜ | ｜ | ｜ | ●  |                                                                                                  | ペシュト県     | エールド郡                 |
| 40     | エルチ駅                         | 5            | 37           | ｜ | ｜ | ｜ | ｜ | ■  |                                                                                                  | フェイェール県 | マルトンヴァーシャール郡   |
| 40     | イヴァーンチャ駅                 | 10           | 47           | ｜ | ｜ | ■  | ■  | ■  |                                                                                                  | フェイェール県 | ドゥナウーイヴァーロシュ郡 |
| 40     | プスタサボルチ駅                 | 6            | 53           | ｜ | ｜ | ■  | ■  | ■  | ペーチ方面 42号線（ドゥナウーイヴァーロシュ方面） 44号線（セーケシュフェヘールヴァール方面）     | フェイェール県 | ドゥナウーイヴァーロシュ郡 |